# الجبهة المجهولة (فلم)
الجبهة المجهولة (بالإنجليزية: The Forgotten Frontier) عام 1931 هو فيلم وثائقي عن جبهة تقديم خدمات التمريض حيث اعتادت الممرضات الركوب فوق ظهور الخيل مرتحلين من خلال الطرق الخلفية لـجبال الأبالاش التي تقع شرقي ولاية كنتاكي. وقد قادت ماري مارفين بريكينريدج هذه الحملات كما ظهرت ابنة عمتها ماري بريكينريدج بصفتها ممرضة قابلة والتي أسست جبهة خدمات التمريض. وشاركت شخصيات من مقاطعة ليسلي (كنتاكي)، حيث أعاد الكثير منهم تمثيل قصصهم.
في الظروف المناخية القاسية عادة ما كان يتم تصوير الفيلم باستخدام كاميرا تدار باليد. وتتوافر اللقطات التي تم تصويرها أثناء إنتاج الفيلم بـمكتبة الكونغرس. كما أضافت لها المكتبة في التسعينيات موسيقى تصويرية.
تم اختيار هذا الفيلم في عام 1996، للاحتفاظ به داخل السجل الوطني للأفلام بالولايات المتحدة الأمريكية حيث اعتبر من الأفلام  المهمة "من الناحية الثقافية والتاريخية والجمالية"
استخدمت الصور التي التطقت أثناء التصوير في الفيلم الوثائقي جبهة خدمات التمريض في عام 1984.

## روابط خارجية
- مقالات تستعمل روابط فنية بلا صلة مع ويكي بيانات